# دیرک یان فان هامرن
دیرک یان فان هامرن (هلندی: Dirk Jan van Hameren؛ زادهٔ ۱۴ آوریل ۱۹۶۵) دوچرخه‌سوار اهل هلند است.